# Hechtia confusa
Hechtia confusa är en gräsväxtart som beskrevs av Lyman Bradford Smith. Hechtia confusa ingår i släktet Hechtia och familjen Bromeliaceae. Inga underarter finns listade i Catalogue of Life.